# Fondaco dei Tedeschi
El Fondaco dei Tedeschi (Venecià: Fontego dei Tedeschi, Català: Fonda/magatzem dels alemanys) és un edifici històric de la ciutat de Venècia (Vènet, Itàlia). Es troba a la vora del Gran Canal, prop del Pont de Rialto. Era la seu dels comerciants alemanys a la ciutat.

## Història
La primera edificació data de la primera meitat del segle xiii, però va ser reconstruït a principis del xvi després que fos destruït en un incendi l'any 1505. Giorgio Spavento va ser l'encarregat de dirigir la reconstrucció seguint un model de Gerolamo Tedesco. Antonio Abbondi es convertirà en el director de les obres l'any 1509. Col·laborarà també Giorgione, decorant la façana principal i el lateral dret amb pintures al fresc.

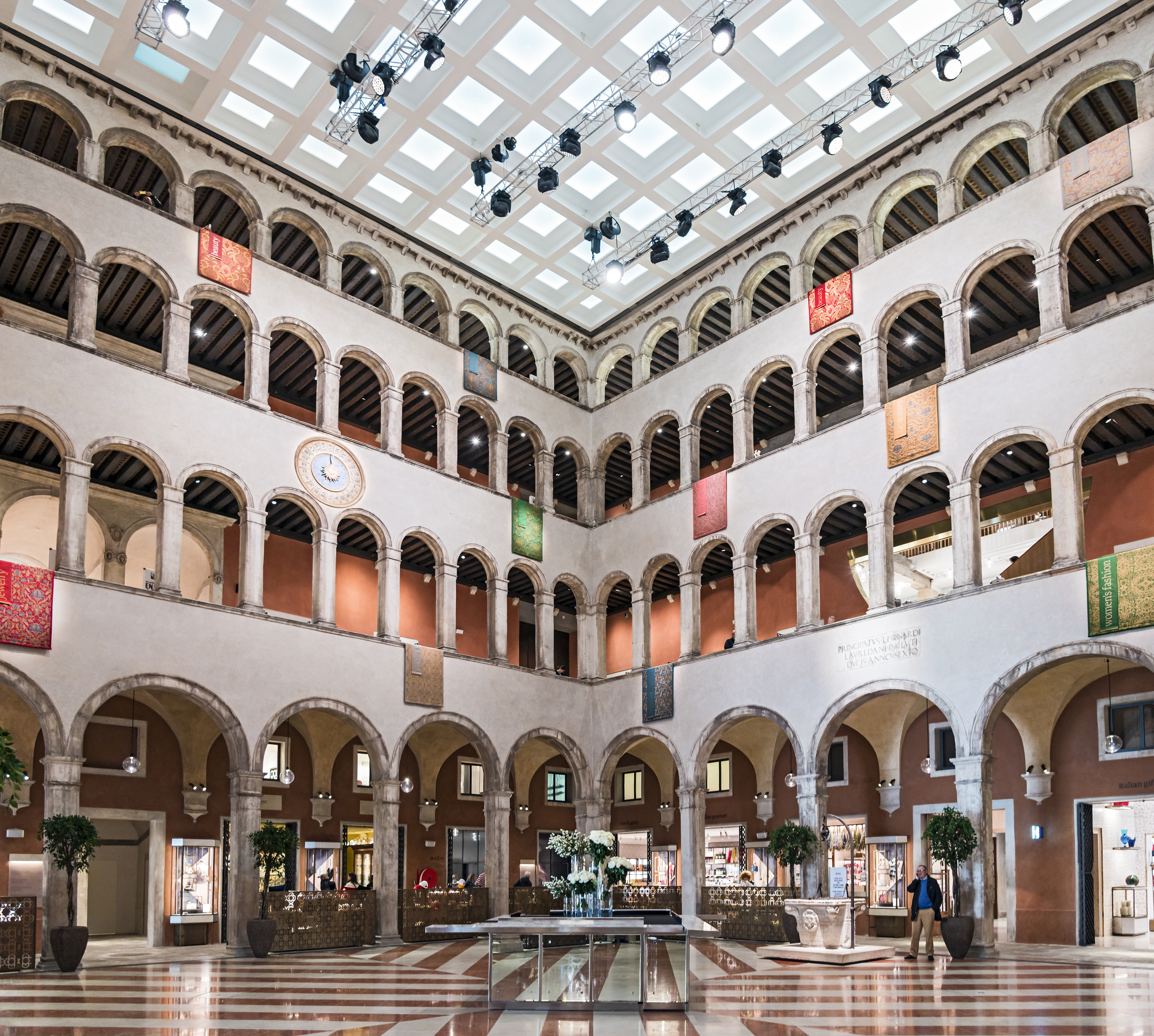
El pati interior
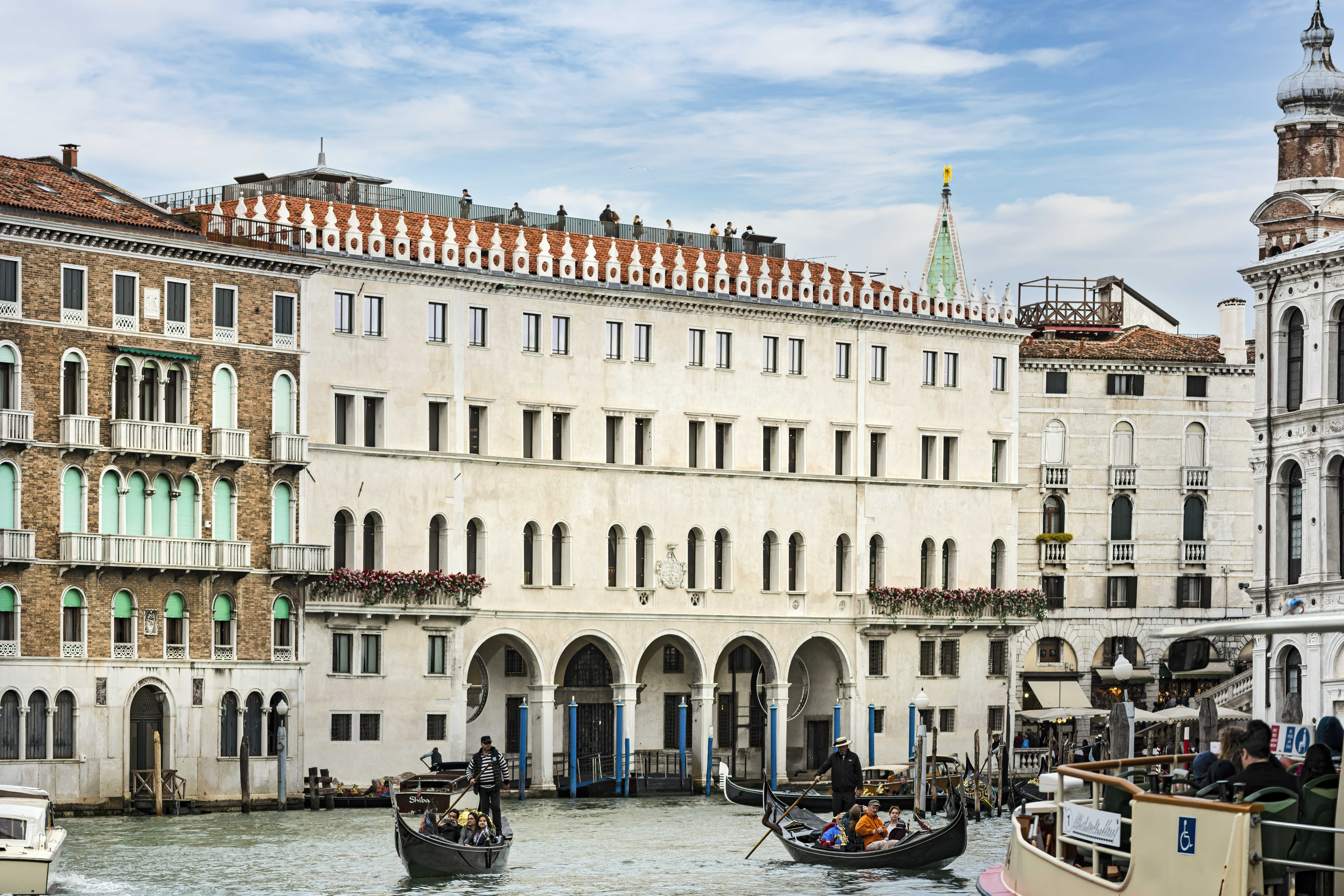
La nova façana i la coberta panoràmica